# Altoparadisium
Altoparadisium es un género  de plantas herbáceas perteneciente a la familia de las poáceas. Es originaria de Brasil.

## Taxonomía
El género fue descrita por Filg., Davidse, Zuloaga & Morrone y publicado en Nova Guinea Bot. 24: 596. 1966.

## Especies
- Altoparadisium chapadense Filg. et al. 2001
- Altoparadisium scabrum (Pilg. & Kuhlm.) Filg. et al.[2]